# Maciej Molęda
Maciej Paweł Molęda (ur. 17 czerwca 1976 w Olkuszu) – polski muzyk, piosenkarz i kompozytor, współtwórca zespołu L.O.27.

## Wykształcenie
Ukończył Policealne Zawodowe Studium Piosenkarskie w Poznaniu. Studiował animację kulturalną na Wydziale Pedagogicznym Uniwersytetu Warszawskiego.

## Kariera muzyczna
Mając 17 lat, został wyróżniony w programie Szansa na sukces oraz wystąpił w Sali Kongresowej na koncercie finałowym.
Był współtwórcą zespołu L.O.27. Napisał piosenkę „Mogę wszystko”, która stała się przebojem, a płyta zyskała status platynowej. Współpracował m.in. z Robertem Chojnackim (jego wokal można usłyszeć w piosence I Love You do bólu). W 1999 wydał płytę solową pt. Ciebie dla siebie. W 2001 koordynował śpiew aktorów i wystąpił w filmie Romana Polańskiego Pianista. Wraz z bratem Kubą utworzyli zespół Mollęda. 3 lutego 2007 wystąpili z piosenką „No Second Chance” w koncercie Piosenka dla Europy 2007, krajowej preselekcji do 52. Konkursu Piosenki Eurowizji. 24 lutego 2007 wydali wspólny album pt. 2xM.
Zajmuje się dubbingowaniem postaci z filmów Walta Disneya.

## Kariera polityczna
12 listopada 2006 został wybrany na radnego dzielnicy Warszawy Ursynów z ramienia Nasz Ursynów, gdzie otrzymał 869 głosów.

## Życie prywatne
Żonaty z Bożeną. Ma trzy córki: Matyldę, Anielę i Melanię.
Prowadzi firmę Music Machines zajmującą się organizacją i obsługą imprez muzycznych.

## Dyskografia
- 1997 – Big Beat (Robert Chojnacki)
- 1997 – Kolędy Molędy (z bratem Kubą, maxi singiel)
- 1999 – Ciebie dla siebie (solowa płyta)
- 1999 – Zatrzymaj się (z bratem Kubą, maxi singiel)
- 2007 – 2xM (pierwsza wspólna płyta długogrająca nagrana z bratem Kubą, jako zespół Mollęda)

## Udział w dubbingu
- 2008: Scooby Doo i król goblinów – śpiew piosenek
- 2007: Krowy na wypasie – śpiew piosenek
- 2004: Clifford: Wielka przygoda – śpiew piosenek
- 2002–2005: Looney Tunes: Maluchy w pieluchach – śpiew piosenek
- 1998: Mulan – kapitan Shang i śpiew piosenek
- 1994: Scooby Doo i baśnie z tysiąca i jednej nocy – śpiew piosenek